# Katowice Murcki
Katowice Murcki – zlikwidowana stacja kolejowa w Katowicach, w województwie śląskim, w Polsce. Została ona otwarta 24 czerwca 1870 na linii Kolei Prawego Brzegu Odry. Zlikwidowano ją w 2012 roku.  
W roku 2024 została przywrócona stacja kolejowa PKP Katowice Murcki w ramach programu rządowego. 

## Charakterystyka
Stacja Katowice Murcki składa się z dwóch peronów i trzech krawędzi peronowych, a także z budynku dworca kolejowego położonego przy ul. Tartacznej, wyburzonego w 2018 roku.
Stacja znajduje się w południowej części miasta, w dzielnicy Murcki. Na placu przed wyburzonym dworcem kolejowym nadal funkcjonuje przystanek komunikacji publicznej ZTM Murcki Dworzec PKP z którego wg stanu z września 2020 roku kursuje jedna linia (nr 973) oraz lokalni przewoźnicy.

## Historia

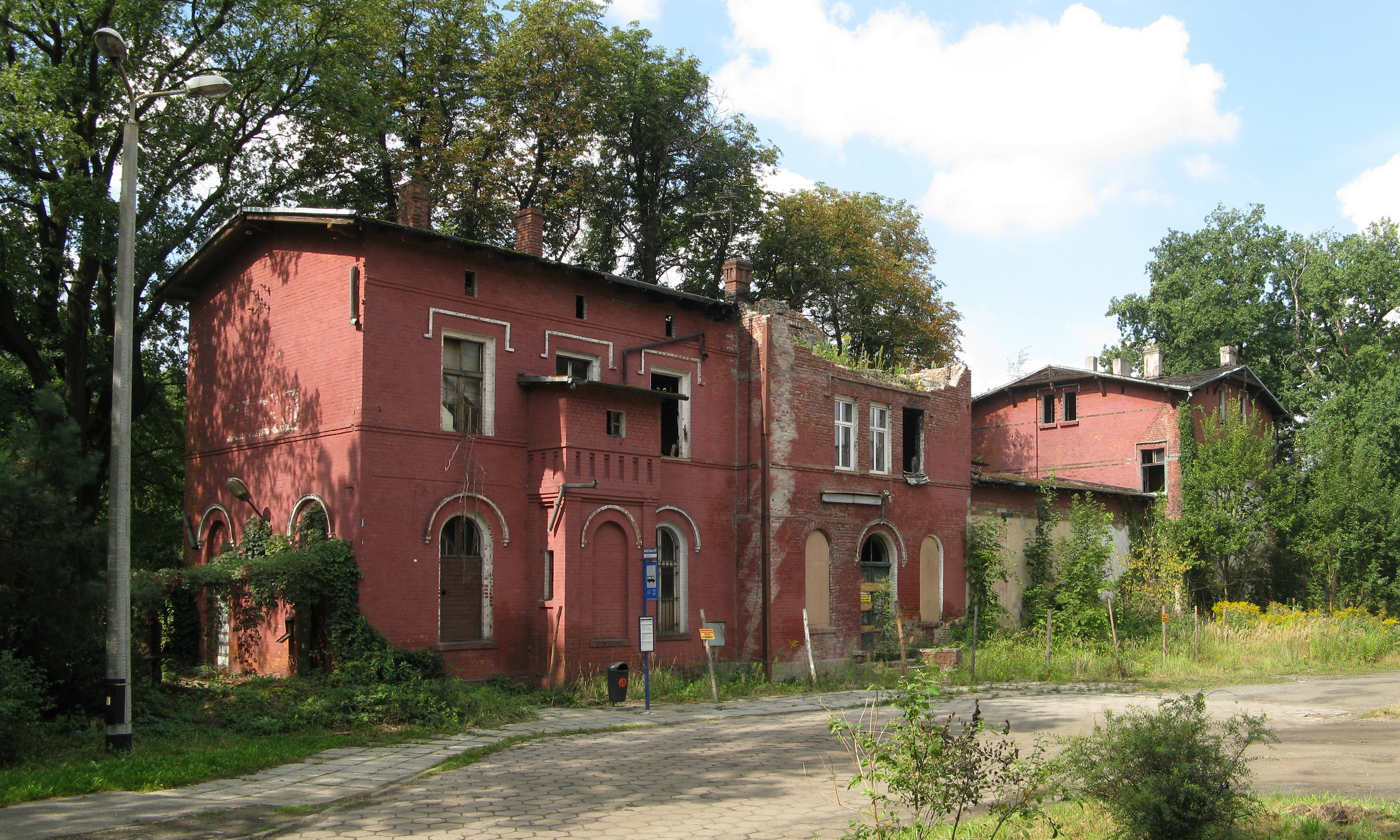
Budynek dworca przy ul. Tartacznej, wyburzony w 2018 roku

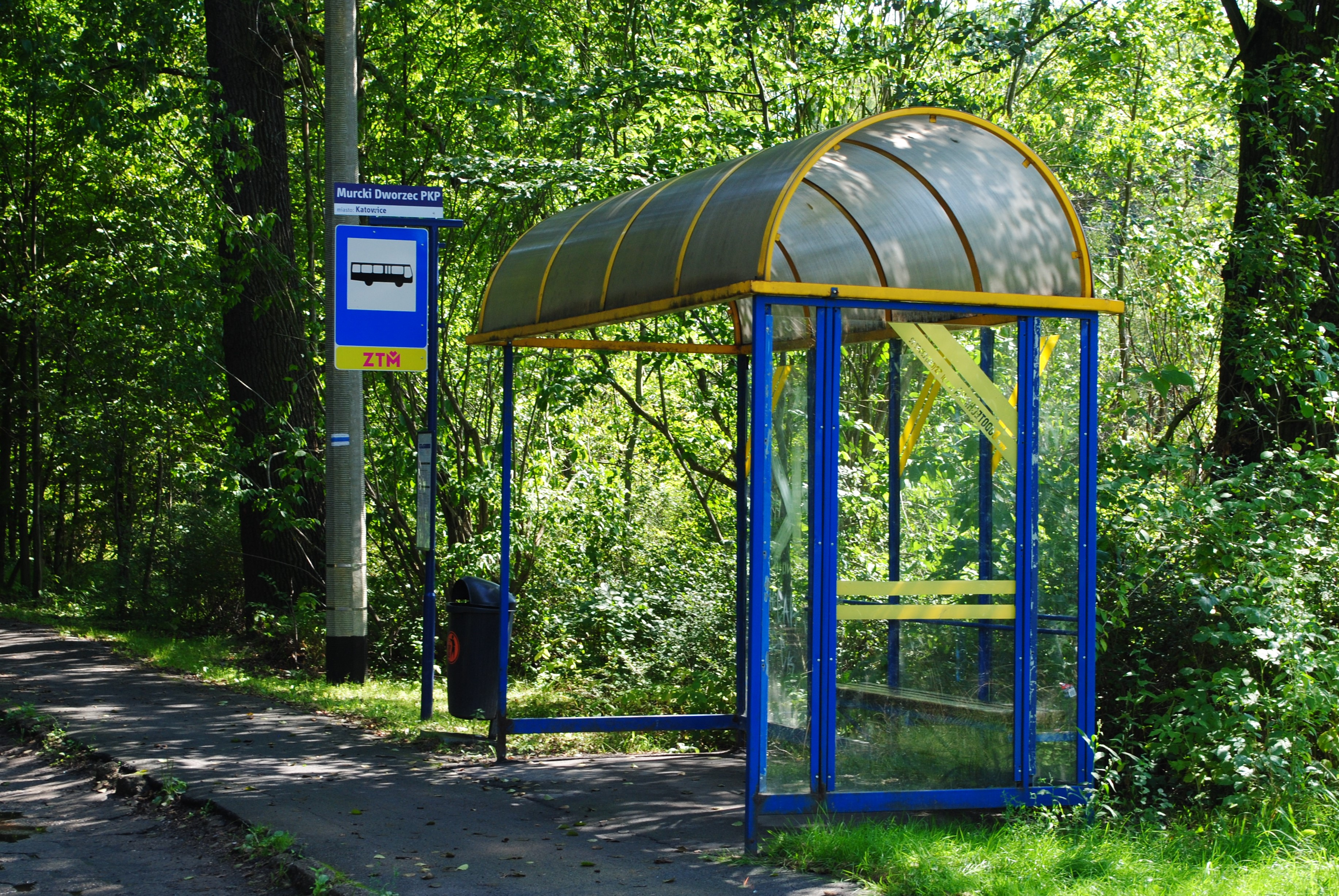
Przystanek autobusowy Murcki Dworzec PKP

Kolej do Murcek dotarła już w 1852 roku, kiedy to Kolej Górnośląska wybudowała łącznicę do kopalni „Murcki” (Katowice Murcki Towarowe), lecz nie wybudowano wówczas stacji pasażerskiej. Powstanie zaś nowego połączenia przez Murcki, a także samej stacji jest związane za sprawą Towarzystwa Kolei Prawego Brzegu Odry, powstałego w 1868 roku. Linię kolejową łączącą Szopienice Północne i Dziedzice przez Murcki, Tychy i Pszczynę oddano do użytku 24 czerwca 1870 roku. Była to wówczas część linii łączącej Wrocław z Dziedzicami przez Tarnowskie Góry, Bytom, Siemianowice Śląskie, Murcki i Pszczynę. Liczyła ona łącznie 256,97 km. Ówcześnie powstała trasa na odcinku Murcki – Tychy stanowi fragment obecnej linii kolejowej nr 142.
Pociąg pasażerski z Pszczyny w pierwszym roku funkcjonowania przyjeżdżał do Murcek o godzinie 14:50 i miał tu 5 minut postoju. Dnia 24 stycznia 1884 roku linię kolejową znacjonalizowano, a wraz z tym stację w Murckach. 
Po nacjonalizacji przystąpiono do dalszej rozbudowy sieci kolejowej, związanej z rozwojem górnictwa węgla kamiennego. Na początku XX wieku przystąpiono do budowy magistrali z Sośnicy do Ligoty i przy okazji zmodernizowano w 1904 roku stację w Ligocie. Zmieniono również przebieg sieci kolejowej w kierunku Murcek – zlikwidowano dotychczasowe połączenie do kopalni Murcki, a wraz z nią wybudowano nowe przez Ochojec i stację w Murckach, stając się stacją węzłową dla trzech kierunków: Ligota, Szopienice Północne i Tychy. Obecnie linia ta stanowi ona ciąg trasy kolejowej nr 142. 
Dnia 24 czerwca 1950 roku oddano do użytku z Murcek połączenie do papierni w Czułowie przez dawną stację Katowice Murcki Towarowe. Główna trasa biegnąca przez Katowice Murcki (nr 142) została zelektryfikowana 4 marca 1961 roku. Odcinek trasy Murcki – Janów został zlikwidowany w 1966 roku. Dnia 15 listopada 1968 roku oddano do użytku łącznik między Muchowcem a Murckami (linia nr 652). Dwa lata później został on zelektryfikowany.
Kasę biletową na dworcu zlikwidowano we wrześniu 1993 roku. Stację Katowice Murcki po zamknięciu przebudowano na posterunek odstępowy, przystanek osobowy i ładownię. Ruch pasażerski przez Murcki został zawieszony 25 czerwca 1994 roku. Przed 2000 rokiem zamknięto odcinek do stacji towarowej przy kopalni Murcki. W czerwcu 2005 roku na odcinku od posterunku odgałęźnego Staszic do Katowic Murcek został zlikwidowany fragment linii nr 652 do Muchowca. Dnia 6 maja 2008 roku posterunek odstępowy Katowice Murcki zakończył funkcjonowanie. W latach 2010–2012 rozpoczęto likwidację infrastruktury – zlikwidowano perony, boczne tory, a także rozjazdy.
Dworzec kolejowy przed wyburzeniem pełnił funkcje mieszkalne, a wnętrza obiektu posłużyły również jako scenografia do filmu Lecha Majewskiego pt. Angelus. W czerwcu 2016 roku w dworcu kolejowym na piętrze wybuchł pożar, który strawił konstrukcję poddasza i dachu. W wyniku pożaru budynek wyłączono z użytkowania. W dniu 9 października 2018 roku ceglany budynek dworca po 148 latach istnienia został zburzony. 
W latach 2018–2020 wzdłuż zlikwidowanej stacji trwała przebudowa linii kolejowej nr 142 na całym odcinku Katowice Ligota – Tychy.
W ramach Rządowego programu budowy lub modernizacji przystanków kolejowych na lata 2021–2025 zaplanowano budowę przystanku kolejowego o tej samej nazwie w lokalizacji dawnej stacji z terminem do IV kwartału 2023 roku.